# 逃獄三王
《逃獄三王》（英語：O Brother, Where Art Thou?）是一部2000年美國喜劇片，由科恩兄弟執導，喬治·克隆尼，約翰·特托羅，提姆·布萊克·尼爾森主演。電影半改編自荷马的《奥德赛》，以1937年正值大萧条的密西西比州為背景，主要描述三名罪犯逃獄後沿途遇到的怪事。英文片名O Brother, Where Art Thou?來自1941年Preston Sturges的電影《蘇利文遊記》（Sullivan’s Travels）中主角原本要拍攝的電影名稱。

## 概要
以希臘史詩『奧德賽』為原案，並將故事舞台設定在1937年美國的密西西比州鄉下 。電影中逃獄的三位主角由喬治·克隆尼，約翰·特托羅，提姆·布萊克·尼爾森飾演。
原電影片名 O Brother, Where Art Thou?，是來自於1941年上映的電影『蘇利文遊記』中，該部電影的導演主角所創作的電影 O Brother, Where Art Thou?。
電影於2000年12月22日在全美上映。北美約有4500萬美元的票房，其他國家則有約2600萬的票房 。是當時柯恩兄弟最熱賣的作品（之後才被2007年上映的『險路勿近』刷新）。
本作中採用許多鄉村音樂，藍調音樂，福音音樂，藍草音樂等美式草根音樂。由音樂家T Bone Burnett擔任本作原聲帶的製作人並且創下熱賣的記録。全美銷售超過700萬張，還獲選2002年度葛萊美獎最佳專輯獎。
喬治•克隆尼也獲得2000年度金球獎金球獎最佳音樂及喜劇類電影男主角。同年度奧斯卡金像獎中，本作也獲得奧斯卡最佳攝影獎以及奧斯卡最佳原創劇本獎2項提名。

## 故事大綱
經濟大恐慌的1930年代，在美國南部密西西比州服牢役的詐欺犯艾佛雷特與跟他銬在一起的囚犯彼德還有戴爾瑪一起展開逃獄。三人的目標是艾佛雷特過去所埋藏價值120萬元的寶藏。但是埋藏地點卻已經成為人工湖的預定地、而且還有4天就要被湖水淹沒。於是三位主角除了努力向目標邁進以外，並在旅途中遇到各種人物，宛如荷馬史詩‧奧德賽的翻版。

## 登場角色
| 角色名稱                   | 演員               |
| -------------------------- | ------------------ |
| 尤里西斯・艾佛雷德・麥基爾 | 喬治·克隆尼        |
| 彼得                       | 約翰·特托羅        |
| 戴爾瑪                     | 提姆·布萊克·尼爾森 |
| 大・丹・提格               | 約翰·古德曼        |
| 佩妮                       | 荷莉·杭特          |
| 湯米・強生                 | Chris Thomas King  |
| 歐丹尼爾老爹               | 查理士·鄧寧        |
| 茱莉亞                     | Del Pentecost      |
| 娃娃臉尼爾森               | 邁克·巴達魯科      |
| 候選人荷馬・史托克斯       | Wayne Duvall       |
| 華許                       | Frank Collison     |
| 少年                       | Quinn Gasaway      |

## 外部連結
- 互联网电影数据库（IMDb）上《O Brother, Where Art Thou?》的资料（英文）
- AllMovie上《O Brother, Where Art Thou?》的资料（英文）
- Box Office Mojo上《O Brother, Where Art Thou?》的資料（英文）
- 爛番茄上《O Brother, Where Art Thou?》的資料（英文）
- Coenesque: The Films of the Coen Brothers
- American Myth Today: O Brother, Where Art Thou? American Studies at the University of Virginia
- Official website for the soundtrack